# تشغور قشلاق (سيلتان)
تشغور قشلاق (بالفارسية: چغورقشلاق) هي قرية تقع في إيران في قسم سيلتان الريفي. يقدر عدد سكانها بـ 394 نسمة بحسب إحصاء 2016.